# Cichladusa
Cichladusa es un género de aves paseriformes perteneciente a la familia Muscicapidae.

## Especies
Contiene las siguientes tres especies:
- Cichladusa arquata — zorzal palmero acollarado;
- Cichladusa ruficauda — zorzal palmero colirrufo;
- Cichladusa guttata — zorzal palmero moteado.